# Kalifornien-Rundfahrt 2012
Die 7. Kalifornien-Rundfahrt war ein mit internationalen Fahrern besetztes Straßenradrennen, das vom 13. bis zum 20. Mai 2012 in Kalifornien stattfand. Das Etappenrennen war in acht Abschnitte eingeteilt und führte über eine Distanz von 733,5 Meilen (1180,5 Kilometer). Die Rundfahrt war Teil der UCI America Tour 2012 und dort in die höchste UCI-Kategorie 2.HC eingestuft.
Nachdem die Rundfahrt in ihrer ersten Hälfte von dem insgesamt fünfmaligen Etappensieger Peter Sagan dominiert wurde, gewann der Niederländer Robert Gesink am Ende die Einzelwertung. Die Teamwertung ging an das luxemburgische Team RadioShack-Nissan-Trek.
Der australische Radrennfahrer Robbie McEwen beendete auf der letzten Etappe der Rundfahrt seine Karriere.

## Teilnehmende Teams
Am Start standen 16 UCI-Teams, davon acht der höchsten internationalen Kategorie, die ProTeams. Ferner wurden vom Veranstalter noch vier Professional Continental Teams und vier US-amerikanische Continental Teams eingeladen.
| UCI ProTeams AG2R La Mondiale BMC Racing Team Garmin-Barracuda Liquigas-Cannondale | Omega Pharma-Quick Step Orica GreenEdge Rabobank Cycling Team RadioShack-Nissan | UCI Professional Continental Teams Team Argos-Shimano Colombia-Coldeportes SpiderTech-C10 UnitedHealthcare Pro Cycling Team | UCI Continental Teams Bissell Cycling Bontrager Livestrong Team Team Exergy Team Optum-Kelly Benefit Strategies |

## Etappen
| Etappe    | Tag     | Start–Ziel                      | Typ              | km    | Etappensieger   | Mutigster Fahrer   | Aggressivster Fahrer |
| --------- | ------- | ------------------------------- | ---------------- | ----- | --------------- | ------------------ | -------------------- |
| 1. Etappe | 13. Mai | Santa Rosa–Santa Rosa           | Bergige Etappe   | 186,5 | Peter Sagan     | Levi Leipheimer    | Ben Jacques-Maynes   |
| 2. Etappe | 14. Mai | San Francisco–Santa Cruz County | Bergige Etappe   | 188,5 | Peter Sagan     | Jeremy Vennell     | Alexandre Geniez     |
| 3. Etappe | 15. Mai | San José–Livermore              | Bergige Etappe   | 185,6 | Peter Sagan     | Jeremy Vennell     | Alexandre Geniez     |
| 4. Etappe | 16. Mai | Sonora–Clovis                   | Gebirgsetappe    | 209,5 | Peter Sagan     | Markel Irízar      | Yannick Eijssen      |
| 5. Etappe | 17. Mai | Bakersfield–Bakersfield (EZF)   | Einzelzeitfahren | 029,6 | David Zabriskie | nicht vergeben     | nicht vergeben       |
| 6. Etappe | 18. Mai | Palmdale–Big Bear Lake          | Gebirgsetappe    | 186,2 | Sylvain Georges | Timothy Duggan     | Sylvain Georges      |
| 7. Etappe | 19. Mai | Ontario–Mount Baldy             | Gebirgsetappe    | 126,0 | Robert Gesink   | Christopher Horner | Darwin Atapuma       |
| 8. Etappe | 20. Mai | Beverly Hills–Los Angeles       | Flachetappe      | 071,9 | Peter Sagan     | Robbie McEwen      | Jeremy Vennell       |

### Erste Etappe am 13. Mai 2012: Santa Rosa–Santa Rosa

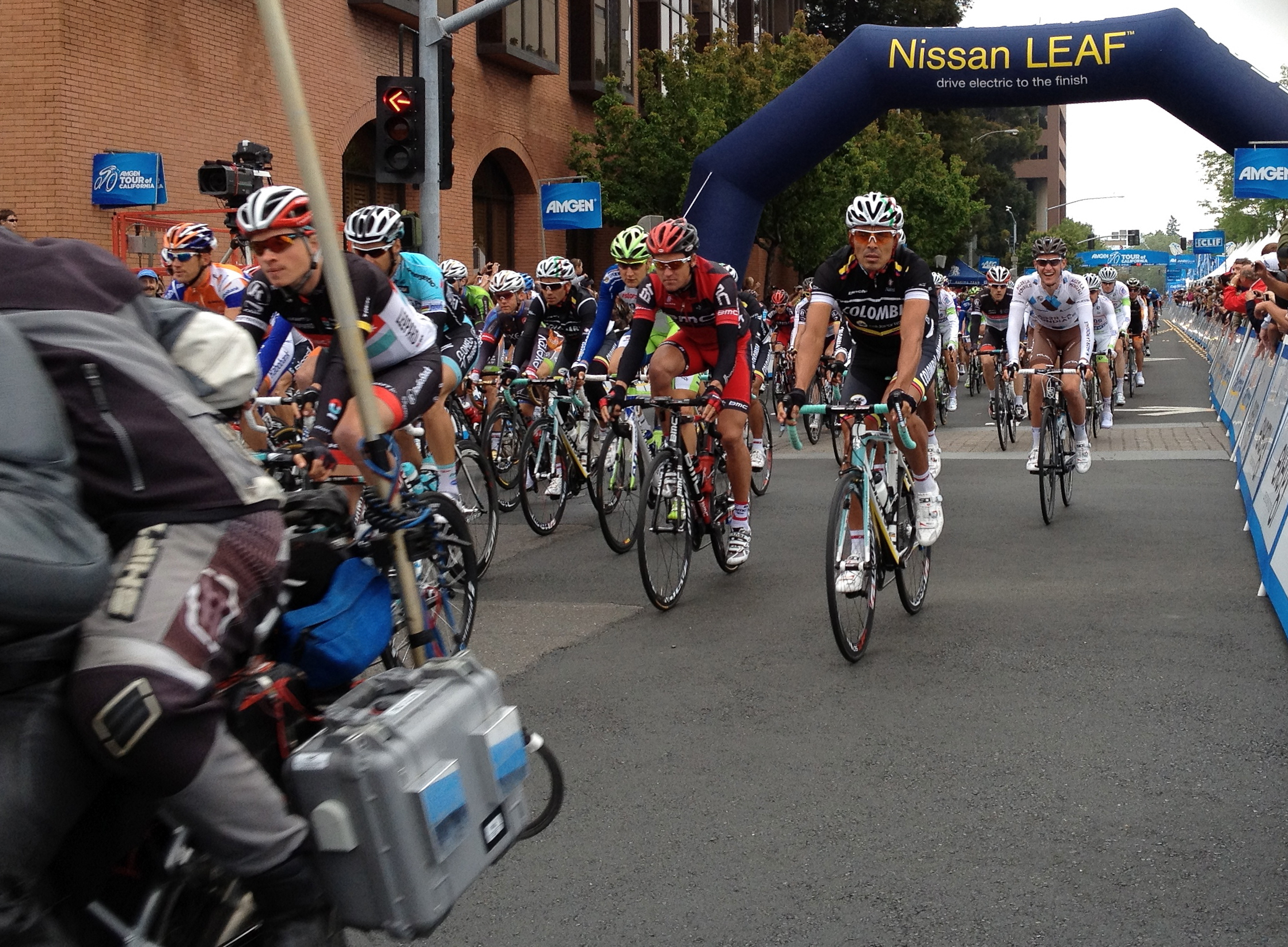
Start des Rennens in Santa Rosa

Die erste Etappe führte von Santa Rosa aus in einer ersten Schleife nach Windsor, dann in einer größeren Schleife durch die Hügel der kalifornischen Pazifikküste, an Fort Ross vorbei über die California State Route 1 nach Süden und schließlich wieder zurück nach Santa Rosa. Schon wenige Kilometer nach dem Start setzte sich eine achtköpfige Ausreißergruppe vom Feld ab. Zu dieser gehörte der Kanadier David Boily vom Team SpiderTech-C10, der im Verlauf der Etappe alle Bergwertungen gewann und sich damit das rote Trikot des Bergführenden übernahm. Auf den letzten sieben Kilometern wurde die zu diesem Zeitpunkt noch aus drei Fahrern bestehende Ausreißergruppe vom Feld eingeholt. Nur fünf Kilometer vor dem Ziel in Santa Rosa kam es zu einem Sturz, in den ein Dutzend Fahrer – unter ihnen auch der Australier Michael Matthews vom Rabobank Cycling Team – verwickelt waren. Peter Sagan vom Team Liquigas-Cannondale, der noch 10 Kilometer vor dem Ziel eine Reifenpanne gehabt hatte und von seinen Teamkollegen wieder an das Feld herangeführt werden musste, konnte die Etappe knapp vor Heinrich Haussler (Team Garmin-Barracuda) und Fred Rodriguez (Team Exergy Twenty12) im Sprint gewinnen.
|    | Fahrer            | Team                      | Zeit       |
| -- | ----------------- | ------------------------- | ---------- |
| 1  | Peter Sagan       | Liquigas-Cannondale       | 4:42:35 h  |
| 2  | Heinrich Haussler | Garmin-Sharp              | + 0:00 min |
| 3  | Fred Rodriguez    | Team Exergy               | + 0:00 min |
| 4  | Leigh Howard      | Orica GreenEdge           | + 0:00 min |
| 5  | Greg Van Avermaet | BMC Racing Team           | + 0:00 min |
| 6  | George Hincapie   | BMC Racing Team           | + 0:00 min |
| 7  | Ryan Anderson     | SpiderTech-C10            | + 0:00 min |
| 8  | Stijn Vandenbergh | Omega Pharma-Quick Step   | + 0:00 min |
| 9  | Lawson Craddock   | Bontrager Livestrong Team | + 0:00 min |
| 10 | Luis León Sánchez | Rabobank Cycling Team     | + 0:00 min |

|    | Fahrer             | Team                              | Zeit       |
| -- | ------------------ | --------------------------------- | ---------- |
| 1  | Peter Sagan        | Liquigas-Cannondale               | 4:42:25 h  |
| 2  | Heinrich Haussler  | Garmin-Sharp                      | + 0:04 min |
| 3  | Jeff Louder        | UnitedHealthcare Pro Cycling Team | + 0:04 min |
| 4  | Fred Rodriguez     | Team Exergy                       | + 0:06 min |
| 5  | Ben Jacques-Maynes | Bissell Cycling                   | + 0:06 min |
| 6  | Joshua Atkins      | Bontrager Livestrong Team         | + 0:09 min |
| 7  | Leigh Howard       | Orica GreenEdge                   | + 0:10 min |
| 8  | Greg Van Avermaet  | BMC Racing Team                   | + 0:10 min |
| 9  | George Hincapie    | BMC Racing Team                   | + 0:10 min |
| 10 | Ryan Anderson      | SpiderTech-C10                    | + 0:10 min |

### Zweite Etappe am 14. Mai 2012: San Francisco–Santa Cruz County

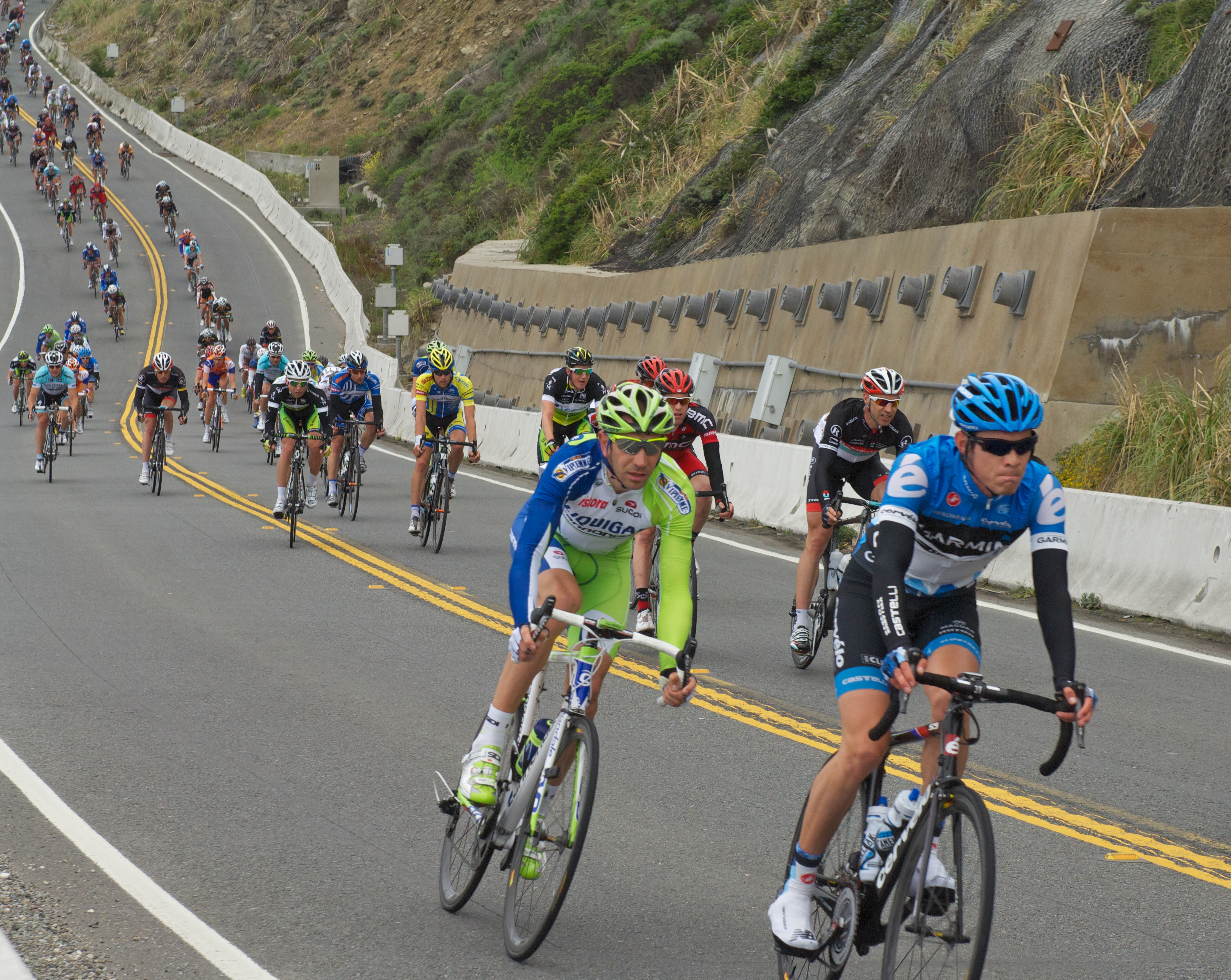
Das Fahrerfeld auf der zweiten Etappe der Tour

Die zweite Etappe führte vom Marina District im Schatten der Golden Gate Bridge über die südlichen Vororte von San Francisco entlang der Pazifikküste bis Davenport und von dort aus landeinwärts durch Santa Cruz County bis zum Ziel in Aptos. Der bis dahin Gesamtführende Peter Sagan konnte diese Etappe erneut im Sprint für sich entscheiden. Nach dem Rennen zeigte sich Sagan von seinem erneuten Etappensieg überrascht: „Mit zwei Anstiegen am Ende der heutigen Etappe bin ich  wirklich froh, heute gewonnen zu haben.“ Eine Ausreißergruppe von zwei Fahrern hatte schon zu Beginn des Rennens attackiert, konnte ihren Vorsprung von rund zwei Minuten aber nicht weiter ausbauen. Wie schon in der ersten Etappe gab es einen Sturz im letzten Streckenabschnitt. Matthew Busche, 2011 US-amerikanischer Meister im Straßenrennen, machte seiner Enttäuschung nach dem Zieleinlauf Luft. Angesprochen auf seinen Sturz zeigte er sich frustriert: „Ich habe keine Ahnung, wie das passieren konnte. Ich befand mich dahinter [hinter den Stürzenden] und bin hineingefahren.“ Sagans Sieg war sein insgesamt fünfter Etappengewinn in der Kalifornien-Rundfahrt.
|    | Fahrer            | Team                              | Zeit       |
| -- | ----------------- | --------------------------------- | ---------- |
| 1  | Peter Sagan       | Liquigas-Cannondale               | 4:42:35 h  |
| 2  | Heinrich Haussler | Garmin-Barracuda                  | + 0:00 min |
| 3  | Leigh Howard      | Orica GreenEdge                   | + 0:00 min |
| 4  | Koen de Kort      | Team Argos-Shimano                | + 0:00 min |
| 5  | Fred Rodriguez    | Team Exergy                       | + 0:00 min |
| 6  | Greg Van Avermaet | BMC Racing Team                   | + 0:00 min |
| 7  | Lawson Craddock   | Bontrager Livestrong Team         | + 0:00 min |
| 8  | Marc de Maar      | UnitedHealthcare Pro Cycling Team | + 0:00 min |
| 9  | Tom Dumoulin      | Team Argos-Shimano                | + 0:00 min |
| 10 | Peter Velits      | Omega Pharma-Quick Step           | + 0:00 min |

|    | Fahrer             | Team                              | Zeit       |
| -- | ------------------ | --------------------------------- | ---------- |
| 1  | Peter Sagan        | Liquigas-Cannondale               | 9:44:15 h  |
| 2  | Heinrich Haussler  | Garmin-Barracuda                  | + 0:08 min |
| 3  | Leigh Howard       | Orica GreenEdge                   | + 0:13 min |
| 4  | Jeff Louder        | UnitedHealthcare Pro Cycling Team | + 0:14 min |
| 5  | Fred Rodriguez     | Team Exergy                       | + 0:16 min |
| 6  | Ben Jacques-Maynes | Bissell Cycling                   | + 0:16 min |
| 7  | Marc de Maar       | UnitedHealthcare Pro Cycling Team | + 0:17 min |
| 8  | Markel Irízar      | RadioShack-Nissan                 | + 0:19 min |
| 9  | Joshua Atkins      | Bontrager Livestrong Team         | + 0:19 min |
| 10 | Greg Van Avermaet  | BMC Racing Team                   | + 0:20 min |

### Dritte Etappe am 15. Mai 2012: San José–Livermore
Die dritte Etappe führte von San José über Livermore und von dort aus nördlich über den Mount Diablo in Contra Costa County. In einem Rundkurs ging es dann wieder zurück nach Livermore, wo der Slowake Peter Sagan seinen dritten Sprintsieg in der laufenden Kalifornien-Rundfahrt feiern konnte. Nach dem Anstieg zum Mount Diablo, der bis dahin härtesten Bergwertung in der Tour, konnten sich vier Fahrer einen Vorsprung von 8 Minuten auf das Feld herausarbeiten. Jeremy Vennell vom Team Bissell Cycling sagte nach dem Ende des Rennens, seine Rivalität mit Pat McCarty vom kanadischen Team SpiderTech-C10 habe verhindert, dass die Fahrer der Ausreißergruppe keinen Sieg einfahren konnten. Noch 25 km von der Ziellinie entfernt, gaben die letzten Ausreißer ihren Versuch schließlich auf und wurden im Anschluss vom Feld eingeholt. Der Zielsprint in Livermore fiel schließlich denkbar knapp aus. Peter Sagan erreichte die Ziellinie kurz vor Heinrich Haussler von Garmin-Barracuda und Tom Boonen vom belgischen Team Omega Pharma-Quickstep. Mit dem Zeitbonus des Etappensiegers konnte Sagan seinen Vorsprung in der Gesamtwertung weiter ausbauen.

### Vierte Etappe am 16. Mai 2012: Sonora–Clovis
Am vierten Tag der Rundfahrt startete das Feld erstmals in der Geschichte der Kalifornien-Rundfahrt von Sonora aus, einer der Goldgräberstädte im Kalifornischen Goldrausch und heute Verwaltungssitz von Tuolumne County. Die Etappe war mit über 130 Meilen (rund 209,6 km) die längste der Kalifornien-Rundfahrt 2012 und enthielt sechs Berg- und zwei Sprintwertungen. Die Strecke führte zunächst südöstlich durch Mariposa County und dann – am südlichsten Punkt des Yosemite-Nationalparks vorbei – durch Madera County und Fresno County nach Clovis. Die Etappe fand an dem bis dahin heißesten Tag der Rundfahrt statt. Bei Temperaturen von bis zu 32 °C fand sich die erste Ausreißergruppe schon beim ersten größeren Anstieg des Tages zusammen, wurde aber schon auf der Abfahrt wieder vom Feld eingeholt. Später fanden sich insgesamt elf Fahrer zu einer erneuten Ausreißergruppe zusammen, die den Rennverlauf über weite Strecken des Tages dominierte. Nach der Abfahrt von der sechsten und letzten Bergwertung des Tages wurde auch diese Ausreißergruppe schließlich auf abfallender Straße vom Feld eingeholt. Team Omega Pharma-Quickstep arbeitete für einen Etappensieg von Tom Boonen, der sich aber letztendlich doch dem Gesamtführenden Peter Sagan geschlagen geben musste. Nach dem Ende des Rennens zeigte sich Sagan von seinem erneuten Sieg überrascht: „Ich dachte nicht, dass ich einen weiteren Sieg erringen könnte. […] Jetzt sind wir sehr glücklich und [ich] danke meinem gesamten Team.“

### Fünfte Etappe am 17. Mai 2012: Einzelzeitfahren in Bakersfield
Am fünften Tag der Rundfahrt fand in Bakersfield das Einzelzeitfahren statt. Der 29,7 Kilometer lange Kurs führte vom Bakersfield College Park über den Alfred Harrel Highway zum Golfkurs von Bakersfield und von dort wieder zurück zum Bakersfield College. Mit einer Zeit von 35 Minuten 59 Sekunden und 21 Zehntelsekunden konnte der zum damaligen Zeitpunkt amtierende amerikanische Meister im Zeitfahren, David Zabriskie, die Tagesetappe für sich entscheiden. Damit übernahm er den ersten Platz der Gesamtwertung von dem bis dahin Führenden Peter Sagan, der beim Einzelzeitfahren als 52ter ins Ziel kam. Den zweiten Platz beim Zeitfahren belegte der Deutsche Jens Voigt mit einem Rückstand von unter einer halben Minute auf Zabriskie. Dritter wurde Tejay van Garderen vom amerikanischen BMC Racing Team mit einem Rückstand von 34 Sekunden. Durch die Ergebnisse im Einzelzeitfahren gab es Verschiebungen und Überraschungen im Gesamtklassement: Vorjahressieger Christopher Horner vom luxemburgischen Team RadioShack-Nissan-Trek verlor nahezu drei Minuten auf Zabriskie und fiel durch sein schlechtes Abschneiden im Gesamtklassement zurück. Der kalifornische Lokalmatador Levi Leipheimer kam dagegen mit einem Abstand von 1 Minute 44 auf Zabriskie ins Ziel und zeigte damit eine passable Leistung.

### Sechste Etappe am 18. Mai 2012: Palmdale–Big Bear Lake
Die sechste Etappe führte von Palmdale an der nördlichen Stadtgrenze von Los Angeles entlang zum Big Bear Lake im San Bernardino National Forest. Schon früh im Rennen konnte sich eine siebenköpfige Spitzengruppe vom Feld absetzen und einen Abstand von acht Minuten zu den übrigen Fahrern herausarbeiten. Im Verlauf des Anstiegs von Wrightwood konnte das Team Garmin-Barracuda diesen Vorsprung halbieren. Nachdem fünf der Ausreißer aus der Spitzengruppe zurückgefallen waren, blieben nur noch Sebastian Salas vom Team Optum presented by Health Kelly Benefit Strategies und der Franzose Sylvain Georges von ag2r La Mondiale übrig. Nachdem Salas nicht mit Georges mithalten konnte, setzte dieser auf zum letzten Anstieg zum Big Bear Lake zur Solofahrt an. Obwohl das Feld auf dem letzten Kilometer bis auf Sichtweite an den Franzosen herangefahren war, rettete dieser seinen Vorsprung ins Ziel. Nach dem Rennen auf den Schlussanstieg angesprochen, gab Georges zu: „Das waren die härtesten 15 Kilometer meines Lebens.“ Gleichzeitig freute er sich über den Sieg seines Teamkollegen Sébastien Hinault, der am selben Tag den Circuit de Lorraine 2012 gewonnen hatte: „Sebastian Hinault ist der Teamkapitän und ich erhalte häufig Ratschläge von ihm; am selben Tag wie er zu gewinnen, macht es ganz besonders für mich und das Team.“

### Siebte Etappe am 19. Mai 2012: Ontario–Mount Baldy

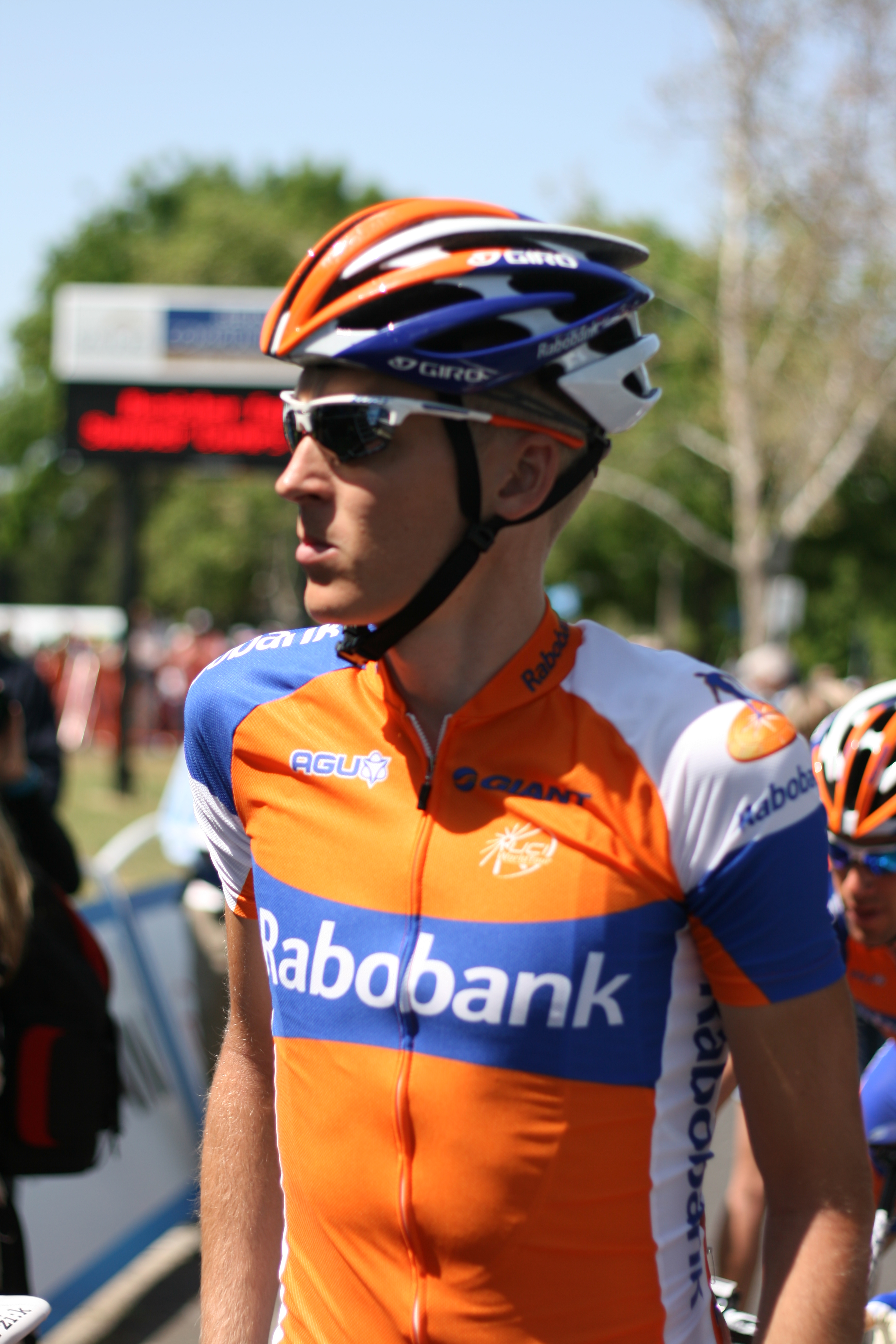
Der spätere Gesamtsieger Robert Gesink vom Team Rabobank (hier vor dem Start der dritten Etappe)

Mit ihrem Anstieg von der östlich von Los Angeles gelegenen Stadt Ontario zum Mount Baldy stellte die siebte Etappe die letzte größere Anstrengung für die Fahrer der Rundfahrt dar. Von den Organisatoren als „eine der schwierigsten Etappen in der Geschichte des Radrennsports in den Vereinigten Staaten“ angekündigt, war der Tourabschnitt darauf ausgelegt, eine Entscheidung im Kampf um den Gesamtsieg herbeizuführen. Über weite Strecken des Tages wurde das Renngeschehen von dem Amerikaner und Vorjahressieger Christopher Horner und seinem Team RadioShack-Nissan-Trek dominiert. Erst im letzten Rennabschnitt konnte der Kolumbianer Darwin Atapuma Horner hinter sich lassen. Doch dann wurde Atapuma von dem späteren Gesamtsieger der Rundfahrt, Robert Gesink vom Rabobank Cycling Team im Zielsprint besiegt. Nach einem Bruch des Oberschenkelknochens im Oktober 2011 zeigte Gesink sich wieder völlig erholt und in Topform. Nach dem Ende des Rennens sagte er den Journalisten: „Ich bin zurück. Ich habe wirklich sehr, sehr hart über die letzten Monate gearbeitet. Am Anfang hat das nicht immer geklappt und das ist für einen Athleten hart, der immer darauf abzielt, zu gewinnen. Jetzt bin ich zur höchsten Form zurückgekehrt und der Beste am Berg zu sein ist unglaublich.“

## Wertungen im Tourverlauf
Die Tabelle zeigt den Führenden in der jeweiligen Wertung nach der jeweiligen Etappe an.
| Etappe | Gesamtwertung   | Nachwuchswertung | Bergwertung     | Punktewertung | Teamwertung       |
| ------ | --------------- | ---------------- | --------------- | ------------- | ----------------- |
| 1      | Peter Sagan     | Peter Sagan      | David Boily     | Peter Sagan   | BMC Racing Team   |
| 2      | Peter Sagan     | Peter Sagan      | David Boily     | Peter Sagan   | BMC Racing Team   |
| 3      | Peter Sagan     | Peter Sagan      | Sébastian Salas | Peter Sagan   | BMC Racing Team   |
| 4      | Peter Sagan     | Peter Sagan      | Sébastian Salas | Peter Sagan   | BMC Racing Team   |
| 5      | David Zabriskie | Luke Durbridge   | Sébastian Salas | Peter Sagan   | Garmin-Barracuda  |
| 6      | David Zabriskie | Luke Durbridge   | Sébastian Salas | Peter Sagan   | Garmin-Barracuda  |
| 7      | Robert Gesink   | Wilco Kelderman  | Sébastian Salas | Peter Sagan   | RadioShack-Nissan |
| 8      | Robert Gesink   | Wilco Kelderman  | Sébastian Salas | Peter Sagan   | RadioShack-Nissan |